# Jeanette Kossmann
Jeanette Kossmann, geboren als Jeanette Markus, huwelijksnamen Jeanette Kossmann-Markus en Jeanette Scheffer-Markus (Rotterdam, 10 juli 1923 – aldaar, 16 oktober 2016) was een Nederlands grafisch ontwerper en letterontwerper. Markus ontwierp diverse boekomslagen voor uitgeverij Querido, De Arbeiderspers, Nijgh & Van Ditmar en uitgever Manteau. Daarnaast werd ze onder meer bekend vanwege haar ontwerp voor het logo van de RET in 1965. Markus was een van de eerste vrouwen die zich professioneel bezighield met letterontwerp.

## Levensloop
Markus werd geboren op 10 juli 1923 in Rotterdam. Ze studeerde aan de Grafische School in Utrecht. Vanaf de jaren '50 was ze de assistente van de Rotterdamse kunstenaar Louis van Roode. Samen met De Roode werkte ze aan diverse ontwerpen voor gevelkunst, onder meer voor Hotel Britannia in Vlissingen, het Holbeinhuis en het Stationspostkantoor.
Vanaf de jaren '50 hield Markus zich tevens bezig met het ontwerpen van boekomslagen voor uitgeverij Querido, De Arbeiderspers, Nijgh & Van Ditmar en de Vlaamse uitgever Manteau. Voor haar toenmalige echtgenoot, auteur Alfred Kossmann, maakte ze het ontwerp voor zijn debuutroman De nederlaag dat in 1950 bij uitgeverij Querido verscheen. Later huwde ze journalist Chris Scheffer.

### Letterontwerp
In de jaren '60 begon Markus met de focus op letterontwerp. Voor Lettergieterij Amsterdam ontwierp ze in 1960 een nieuwe versie van het lettertype Columbia. Ze ontwikkelde een smalle vette (bold condensed) versie van het lettertype. Daarnaast was ze werkzaam voor de Britse lettergieterij Matrotype. Vanaf 1965 had Markus samen met Maurice Moor de artistieke leiding over het bedrijf. Voor zetmachinefabrikant Harris-Intertype ontwikkelde ze het lettertype Aegina. Het lettertype werd uiteindelijk niet in productie genomen.
In 1962 werd Markus over haar werk geïnterviewd door het Algemeen Dagblad. Zij omschreven haar als de hedendaagse opvolgster van Laurens Janszoon Coster.

### Gemeente Rotterdam
Markus verzorgde enkele werken over haar geboortestad Rotterdam. In 1964 werd Rotterdam en de Zee gepubliceerd. Het was een losbladige, bibliofiele uitgave waarvoor ze de vormgeving verzorgde en een 'Rotterdamse' letter ontwikkelde. De historische tekstbijlage was aan de hand van Alfred Kossmann. Voor de stad Rotterdam maakte ze diverse ontwerpen, waaronder een omslag van het tijdschrift Rotterdam Magazine in opdracht van het Gemeentelijk Bureau Voorlichting en Publiciteit. Voor de dienst Stadsontwikkeling ontwierp ze diverse affiches, brochures en tentoonstellingen.

RET logo (1965)

Metro-M (1964)

Naar aanleiding van de ontwikkeling en aanleg van de Rotterdamse metro werd er vanaf 1964 tot 1974 twee keer per jaar een tijdschrift uitgegeven waarvoor Markus de omslag ontwierp. Op de omslag werd de metro-M, die werd ontwikkeld in 1964, afgebeeld waarvoor elk jaar een ander kleurschema werd gebruikt. Of Markus de ontwerper van de metro-M is, is niet helemaal duidelijk. Een krantenartikel wijst architect van de Gemeentewerken Cor Veerling aan als mogelijke verantwoordelijke. Veerling was uitgekozen om de architectonische en esthetische vormgeving voor zijn rekening te nemen, waar de metro-M onderdeel van was, maar het is mogelijk dat hierbij anderen betrokken waren. Zo was Wim Rietveld via Werkspoor betrokken bij de keuze van de kleuren voor de metro's.
Een van de bekendste werken van Markus maakte ze in 1965. Dat jaar ontwikkelde Markus een nieuw logo voor de RET dat tot 1985 in gebruik was. Voor het logo maakte ze van drie letters, 'egyptiennes' ook wel 'slab serifs' genoemd, één vorm.

### Andere werkzaamheden
Vanaf 1963 was Markus als docent verbonden aan de Rotterdamse Academie van Beeldende Kunsten en Technische Wetenschappen (thans Willem de Kooning Academie) waar ze tot 1985 in dienst bleef.
In 1980 publiceerde Markus haar autobiografie genaamd De schilder, de schrijver en ik dat werd uitgegeven door uitgeverij Nijgh & Van Ditmar. Haar ex-man Alfred Kossmann, die in het boek voorkomt, zei dat hij zichzelf nauwelijks herkende. Verder werd het boek weinig enthousiast ontvangen en omschreven als een 'ego-trip'.

## Werken (selectie)
- Ontwerp lettertype Colombia bold condensed
- Boekomslag De nederlaag (1950) van Alfred Kossmann, uitgeverij Querido
- Boekomslag Vijfde kolom (1957) van Hugues C. Pernath, uitgeverij Manteau[10]
- Tentoonstellingsaffiche 'Beste 50 verzorgde boeken van 1959' (1960), Stedelijk Museum Amsterdam
- Boekontwerp Rotterdam en de Zee (1964)
- Logo RET (1965)